# Episcopalismo
L'episcopalismo è una forma di governo della Chiesa che prevede una struttura gerarchica caratterizzata dalla presidenza di vescovi. 
Questo modello di organizzazione ecclesiastica appartiene alla Chiesa cattolica, alla Chiesa ortodossa, alle Chiese ortodosse orientali, alla Chiesa d'Oriente, alla Chiesa anglicana e ad alcune chiese luterane e metodiste, nonché ad altre chiese e denominazioni che non adottano il modello presbiteriano o il modello congregazionalista. 